# 菊地栄樹
菊地 栄樹（きくち ひでき、1986年1月27日 - ）は、広島県安芸郡府中町出身の男性アーチェリー選手。エディオンアーチェリー部所属。

## 経歴
府中町立府中中学校から広島県立広島工業高等学校に進学、3年次にはインターハイの個人で優勝した。高校卒業後は近畿大学に進学した。
2009年のアーチェリー世界選手権では団体で銅メダルを獲得している。
2012年のオリンピックではランキングラウンドで720点満点中659点で44位となった。古川高晴、石津優と男子団体に出場、1回戦では格上のインド選手団を214-214からシュートオフで破ったが、準々決勝でアメリカ合衆国に1点差で敗れた。